# بنین (شهر)
شهر بنین, شهری در جنوب نیجریه با جمعیت تخمینی ۱٬۱۴۷٬۱۸۸ نفر در سال ۲۰۰۶ است. این شهر مرکز ایالت ادو است و در حدود ۲۵ مایلی رود بنین قرار دارد.